# Geneviève Thénier
Geneviève Thénier est une actrice française née le 13 octobre 1943 à Paris.
Elle est l'héroïne de L'Amour à la mer (1965) de Guy Gilles et de Les Ruses du diable (1965) de Paul Vecchiali, deux films restés confidentiels.
Par ailleurs, on l'a vue chez Jacques Demy dans Les Demoiselles de Rochefort et Peau d'âne.

## Théâtre

### Comédienne
- 1962 : Le Fils d'Achille de Claude Chauvière, mise en scène Michel de Ré, Théâtre de l'Ambigu
- 1963 : Bonsoir Madame Pinson d'Arthur Lovegrove, adaptation André Gillois et Max Régnier, mise en scène Jean-Paul Cisife, Théâtre de la Porte-Saint-Martin

### Metteur en scène
- 1992 : Quand fera-t-il jour ? de Jean-Jacques Varoujean, Théâtre Essaïon
- 1999 : Un sujet de roman de Sacha Guitry, mise en scène avec Jean Bouchaud, Théâtre du Palais Royal

## Filmographie
- 1962 : L'Amour à la mer de Guy Gilles
- 1965 : Les Ruses du diable de Paul Vecchiali
- 1967 : Les Demoiselles de Rochefort de Jacques Demy
- 1969 : Maldonne de Sergio Gobbi
- 1969 : Le Temps des Loups de Sergio Gobbi
- 1970 : Peau d'âne de Jacques Demy
- 1972 : Aimez-vous les uns les autres... mais pas trop de Daniel Moosmann
- 1974 :  Aux frontières du possible  : épisode : Meurtres à distance de Claude Boissol